# 乌尔比亚巴西利卡

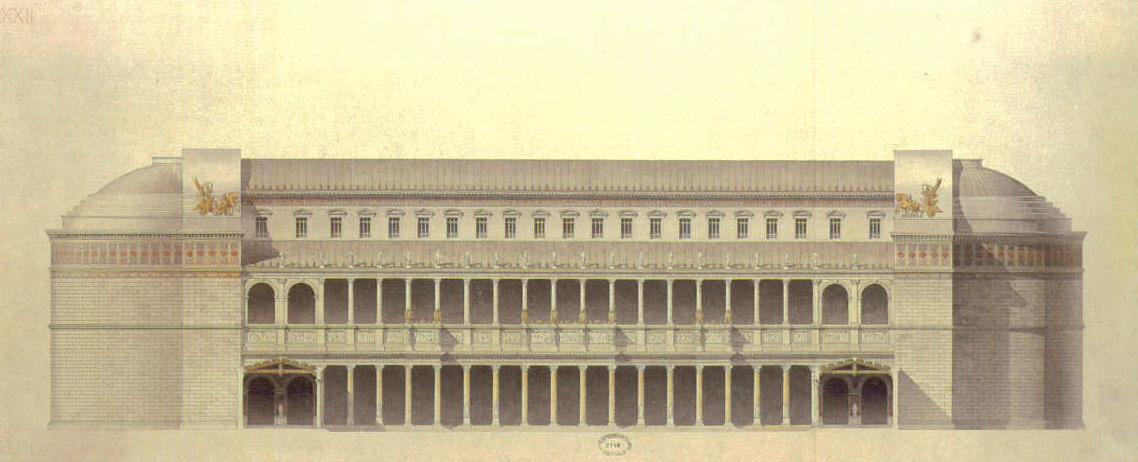
十九世纪绘制的想象图

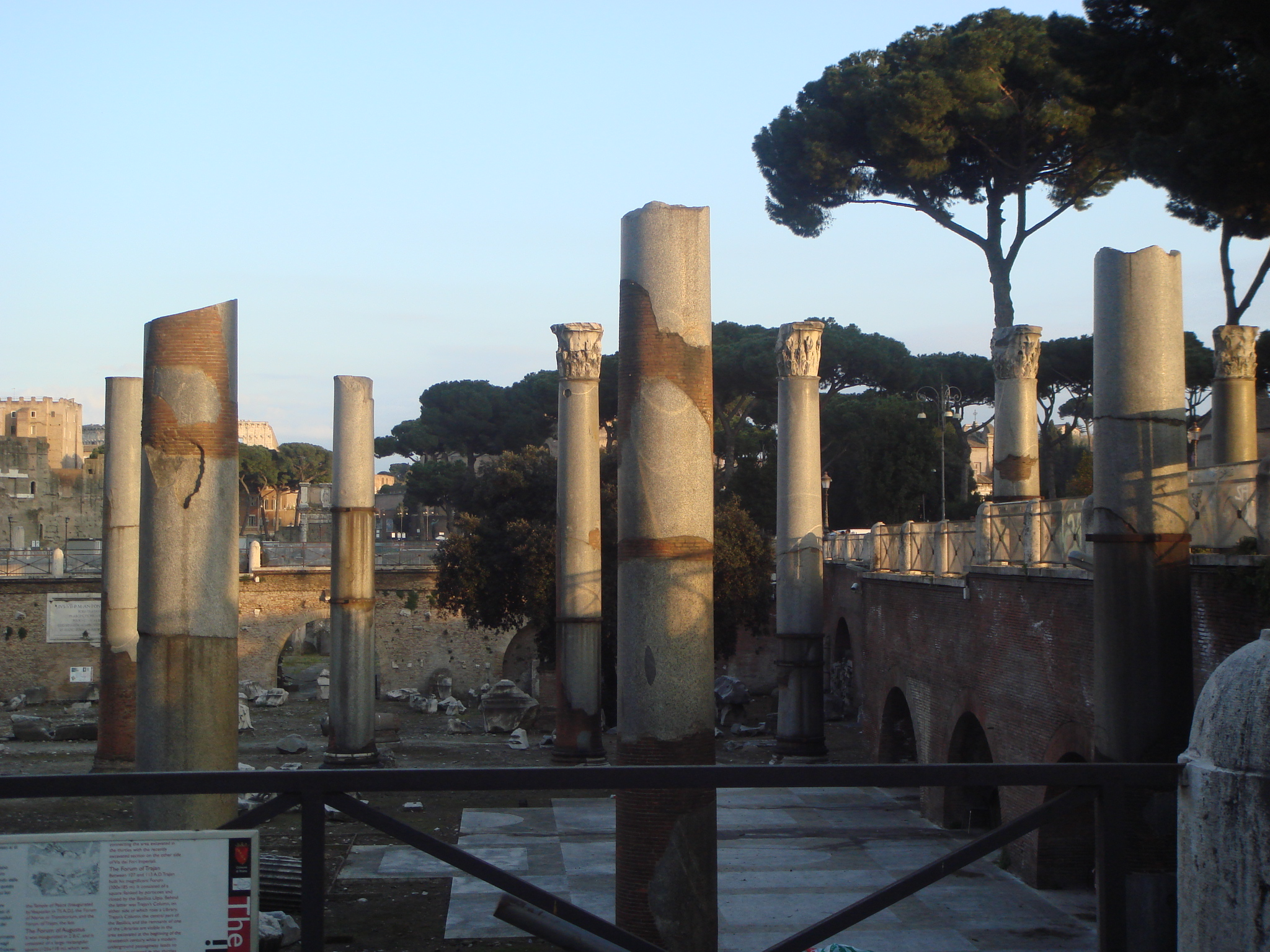
乌尔比亚巴西利卡的遗迹。乌尔比亚巴西利卡是图拉真广场的一部分

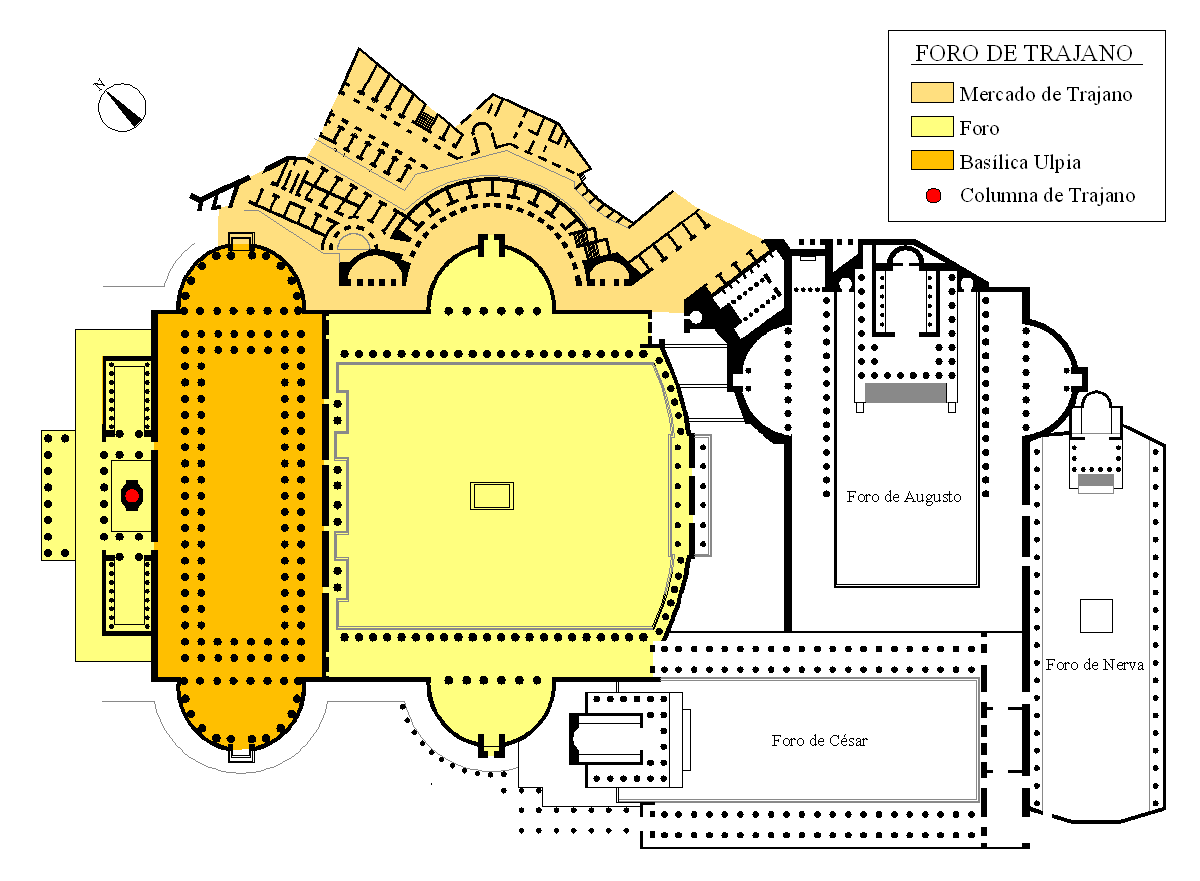
在帝国议事广场内的位置
淡黄:图拉真广场, 橙色:乌尔比亚巴西利卡, 淡橙色:图拉真市场，红点:图拉真柱

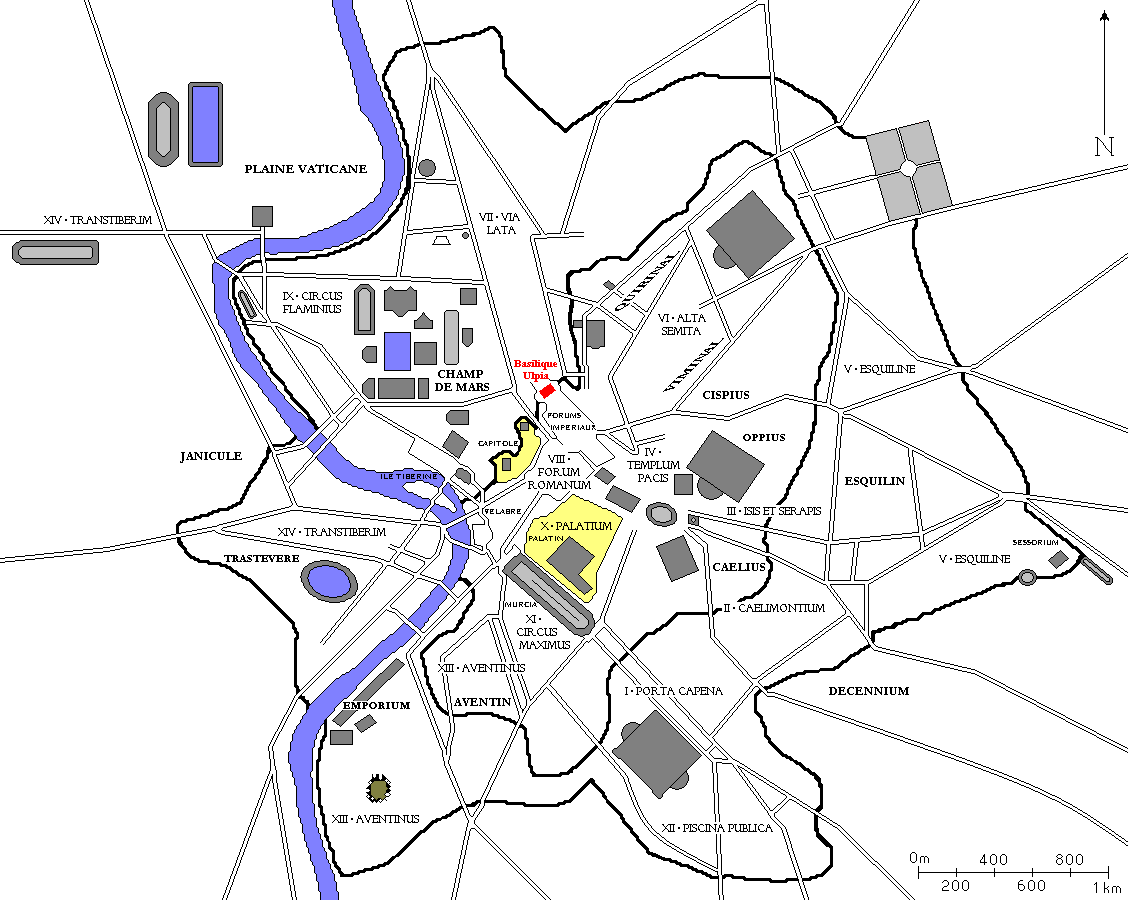
乌尔比亚巴西利卡在罗马城的位置

乌尔比亚巴西利卡是古代罗马的一栋公共建筑，位于图拉真广场。

## 概述
乌尔比亚巴西利卡将西北侧的图拉真神庙和图拉真柱和东南侧的主露天广场隔开。其得名于罗马皇帝图拉真的全名：马尔库斯·乌尔皮乌斯·图拉真努斯（Marcus Ulpius Traianus）乌尔比亚巴西利卡可能是除了两个古代的巴西利卡，艾米利亚巴西利卡和朱里亚巴西利卡之外最重要的巴西利卡。在乌尔比亚巴西利卡建成后，许多政治活动便从古罗马广场移到了其所在的图拉真广场，并且直到马克森提乌斯和君士坦丁巴西利卡建成前都是如此。乌尔比亚巴西利卡并不像后世的基督教巴西利卡那样拥有宗教用途。它被用于法庭，商业和君王会见群众。其尺寸（55m宽，117m长）是在罗马的巴西利卡中最大的。
乌尔比亚巴西利卡有一个非常大的中殿（25m宽，130m长，不包括两端的耳室）。中殿的四周是柱廊，并且在高处开有侧窗，用以采光。中殿的长轴的两端有两个半圆形的半圆形龛。乌尔比亚巴西利卡的柱子和墙均取材贵重的大理石，而其50米高的屋顶则用镀金的铜瓦覆盖。用多行柱子划分出中殿四周的柱廊区域是巴西利卡这种建筑形式的一种传统结构做法。这种做法可以追溯到埃及的多柱厅。乌尔比亚巴西利卡与其中的著名的卡纳克神庙的大多柱厅十分相似。虽然许多柱子已经倒塌，但仍有许多柱子仍然留存在原位。乌尔比亚巴西利卡的一部分地基现在被建成于墨索里尼时期的帝国广场大道覆盖。整个巴西利卡曾用战利品和掠夺来的建筑部件装饰。这些战利品和建筑部件来自图拉真所指挥的达西亚战争。
后来，君士坦丁大帝将乌尔比亚巴西利卡用作基督教教堂建筑布局的原型。而他在马克森提斯和君士坦丁巴西利卡中同样使用了这个巴西利卡作为范本。

## 另請參看
- 希臘與羅馬的屋頂列表（List of Greco-Roman roofs）

## 來源
1. ↑  Tomlinson, R. A. From Mycenae to Constantinople: the Evolution of the Ancient City.
2. 1 2  Roth, Leland M.  First. Boulder, CO: Westview Press. 1993: 222. ISBN 978-0-06-430158-9.
3. ↑  The Forum of Trajan in Rome: A Study of the Monuments in Brief (2001) by James E. Packer; Roman Imperial Architecture (1981) by J. B. Ward-Perkins; Aulus Gellius: Attic Nights (1927) translated by John C. Rolfe (Loeb Classical Library).
4. ↑  Giavarini, Carlo., The Basilica of Maxentius: the Monument, its Materials , Construction, and Stability, Roma: L'Erma di Bretschneider, 2005.